# Magny-la-Fosse
Magny-la-Fosse ist eine französische Gemeinde mit 122 Einwohnern (Stand: 1. Januar 2022) im Département Aisne in der Region Hauts-de-France (vor 2016 Picardie). Sie gehört zum Arrondissement Saint-Quentin, zum Kanton Bohain-en-Vermandois und zum Gemeindeverband Pays du Vermandois.

## Geografie
Die Gemeinde Magny-la-Fosse liegt elf Kilometer nördlich von Saint-Quentin. Nachbargemeinden von Magny-la-Fosse sind Nauroy im Nordwesten und Norden, Joncourt im Nordosten, Levergies im Osten, Lehaucourt im Süden sowie Bellenglise im Westen.

## Geschichte
Während des Ersten Weltkriegs wurde Magny-la-Fosse am 28. August 1914 von deutschen Truppen erobert. Die Besatzungszeit dauerte bis zur Befreiung durch englische und australische Verbände im Oktober 1918.

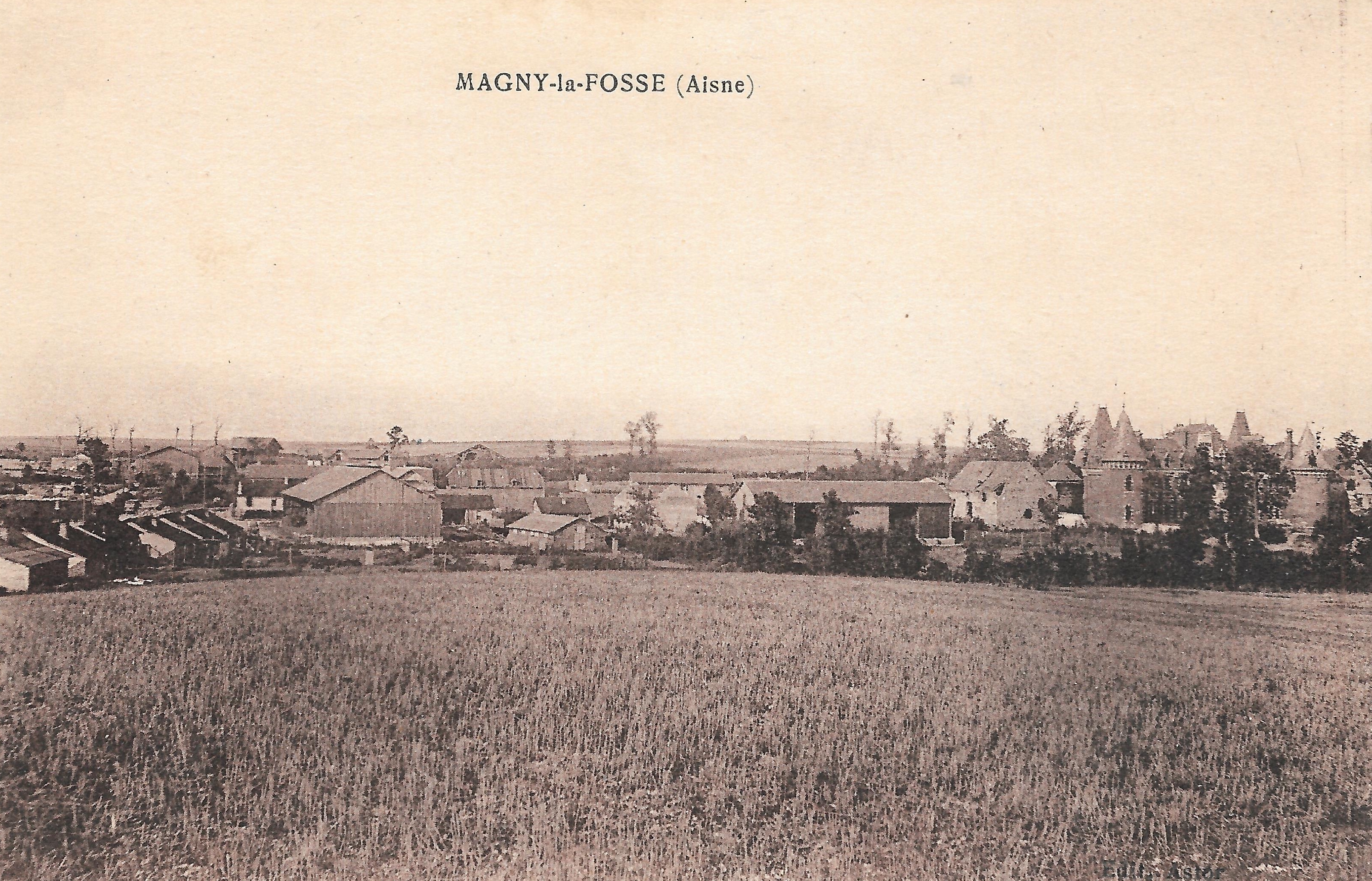
Magny-la-Fosse vor dem Ersten Weltkrieg
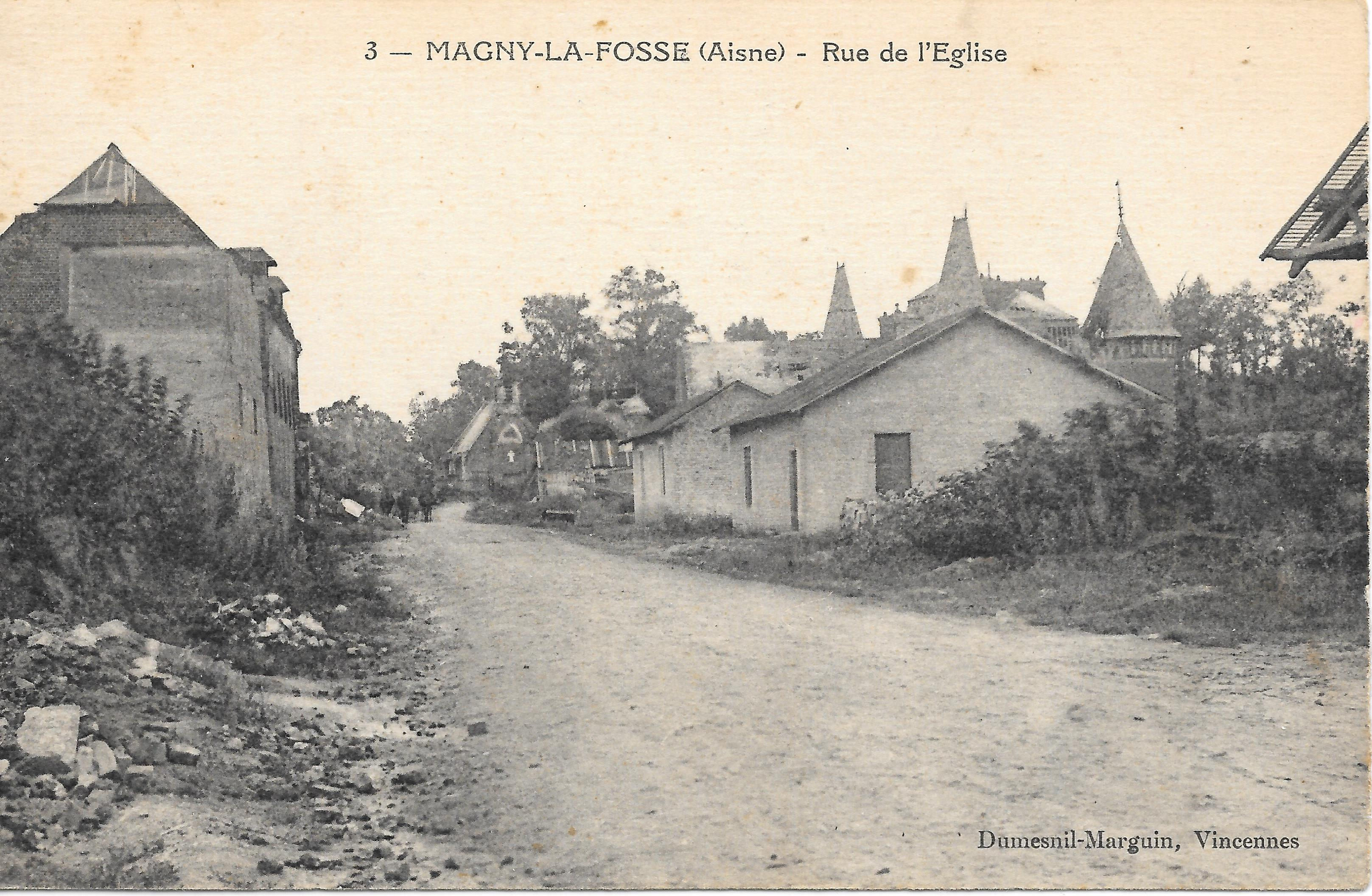
Magny-la-Fosse um 1920
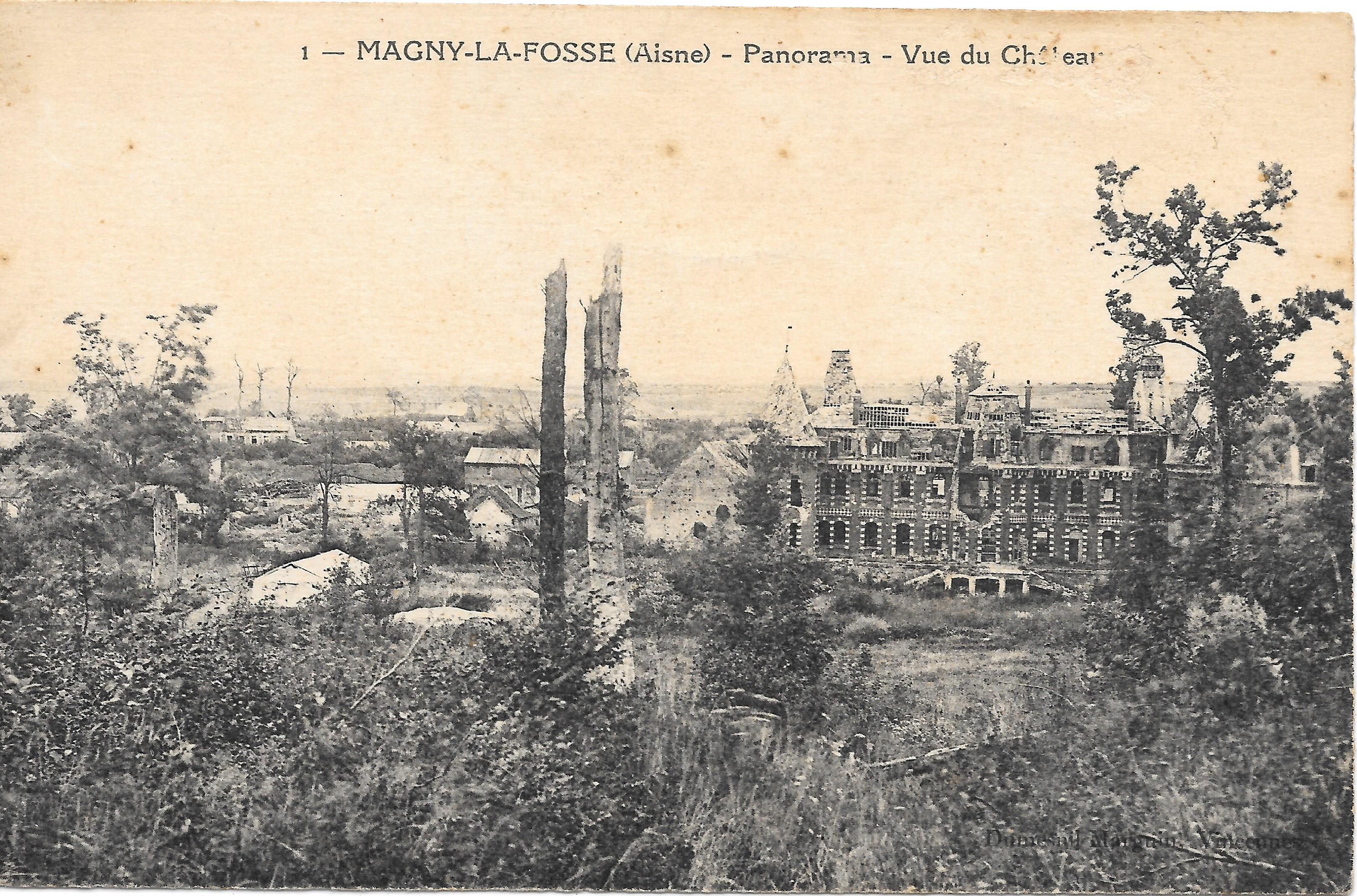
Ruinen des Ortes um 1920

### Bevölkerungsentwicklung
| Jahr                       | 1962 | 1968 | 1975 | 1982 | 1990 | 1999 | 2006 | 2013 | 2022 |
| -------------------------- | ---- | ---- | ---- | ---- | ---- | ---- | ---- | ---- | ---- |
| Einwohner                  | 128  | 139  | 131  | 145  | 160  | 141  | 132  | 127  | 122  |
| Quellen: Cassini und INSEE |      |      |      |      |      |      |      |      |      |

## Sehenswürdigkeiten
- Kirche Saint-Léger aus dem 16. Jahrhundert
- Soldatenfriedhof des Commonwealth

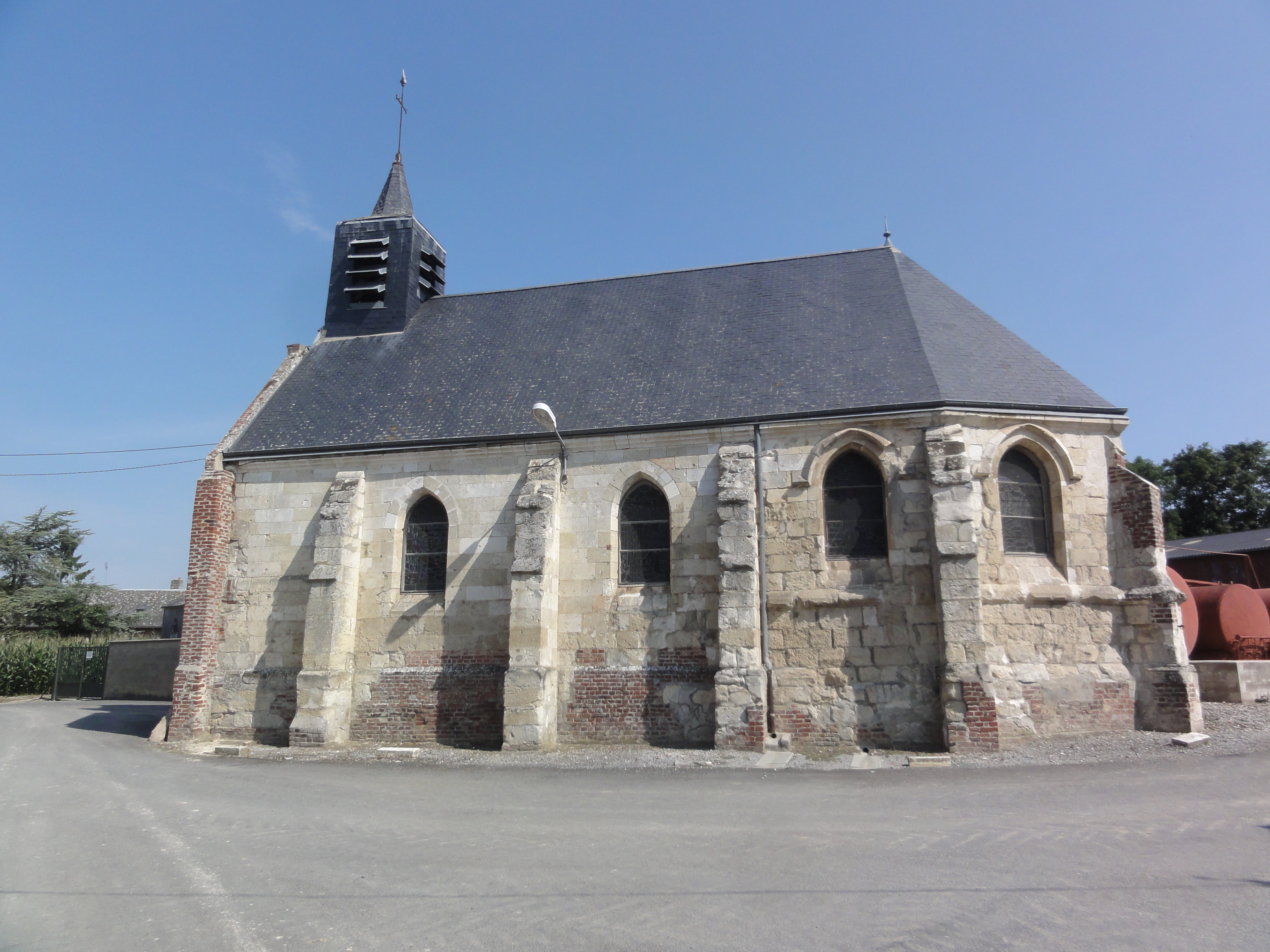
Kirche Saint-Léger
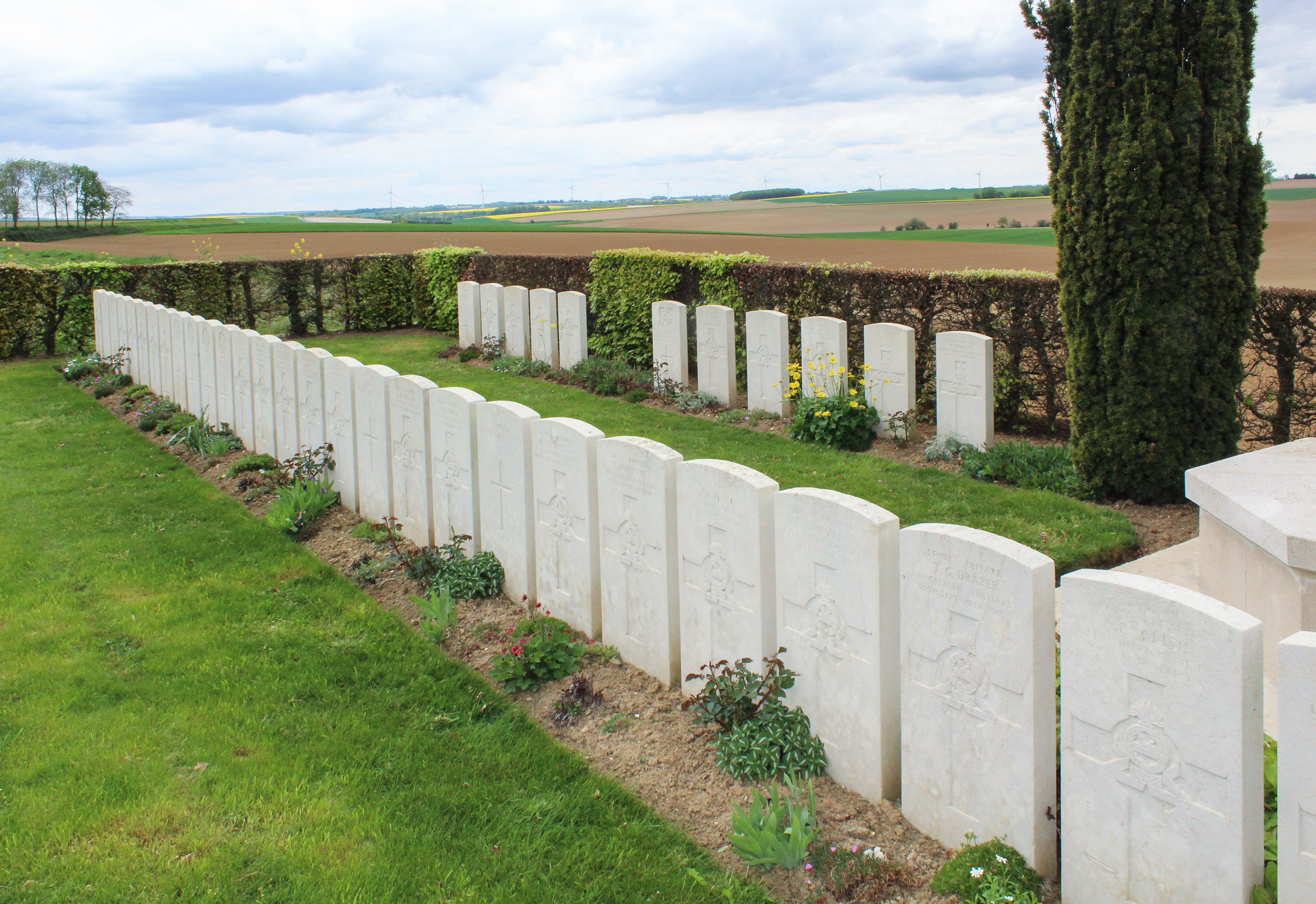
Soldatenfriedhof „Uplands Cemetery“
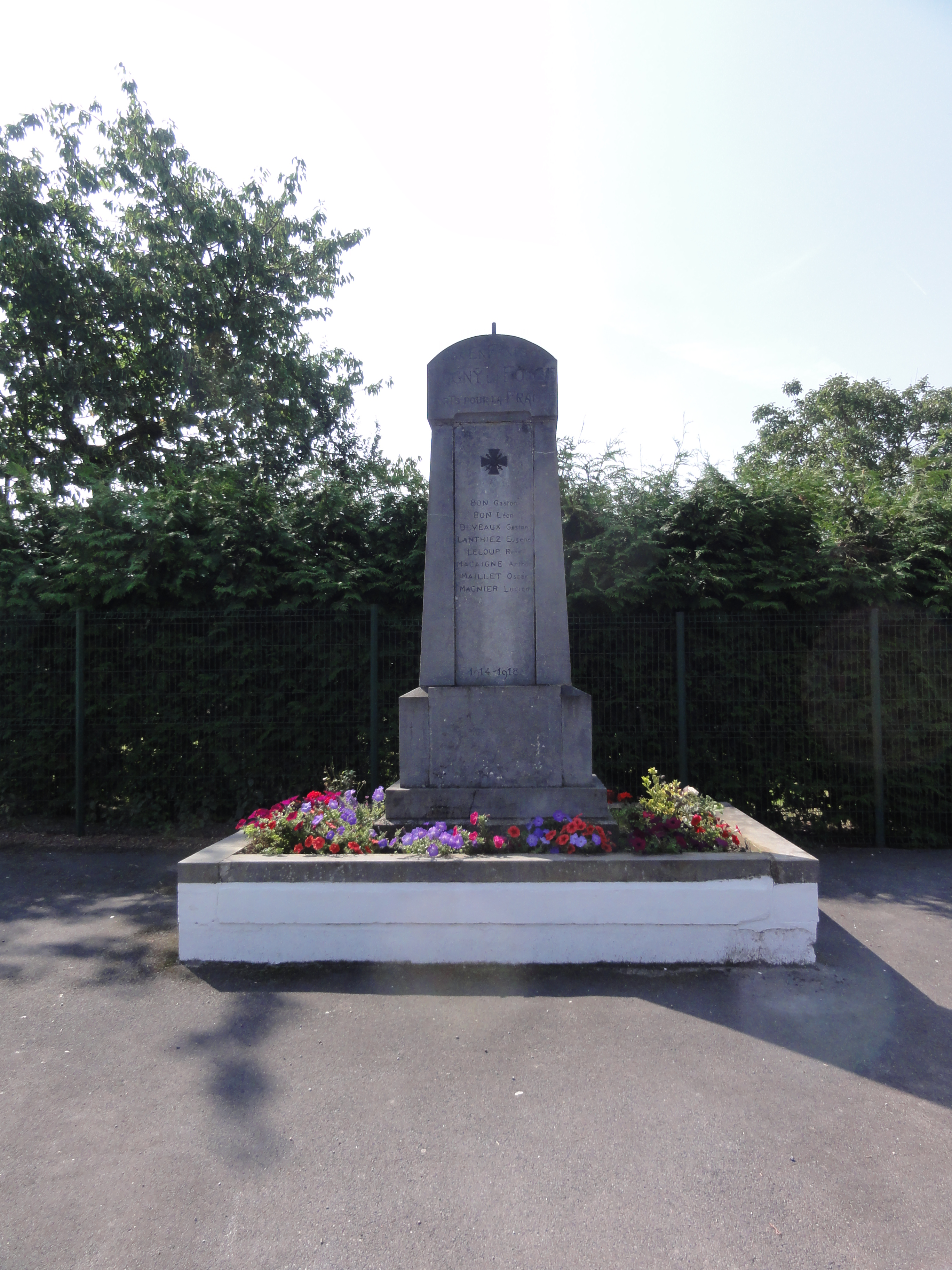
Gefallenendenkmal